# Bismutan
Bismutan, BiH3, auch Bismutwasserstoff oder Wismutwasserstoff genannt, ist eine wenig beständige, gasförmige Wasserstoff-Verbindung des Elementes Bismut.

## Gewinnung/Darstellung
In der älteren Literatur wird behauptet, dass Bismutan aus Magnesiumbismutid mit Chlorwasserstoffsäure hergestellt werden kann:
{\displaystyle \mathrm {Mg_{3}Bi_{2}+6\ HCl\longrightarrow 2\ BiH_{3}+3\ MgCl_{2}} }
In Spuren soll es sich auch durch Reaktion von elementarem Bismut mit Salzsäure und Magnesium bilden.
Die einzigen beiden verlässlichen Arbeiten über Bismutan sind die von Amberger und Bürger:
In diesen Arbeiten wurde Bismutan wie folgt durch Dismutation von Methylbismutan dargestellt.
{\displaystyle \mathrm {3\ MeBiH_{2}\longrightarrow \ BiMe_{3}+2\ BiH_{3}} }
dieses kann aus Methyldichlorbismutan gewonnen werden
{\displaystyle \mathrm {2\ MeBiCl_{2}+LiAlH_{4}\longrightarrow \ 2\ MeBiH_{2}+LiAlCl_{4}} }

## Eigenschaften
Bismutan ist sehr instabil (es besitzt eine hohe positive Standardbildungsenthalpie von +278 kJ/mol) und zerfällt schon bei Zimmertemperatur in Bismut und Wasserstoff.

## Nachweis
Wie bei Arsen- und Antimonwasserstoff kann die Bildung von Bismutan dadurch nachgewiesen werden, dass man das Gas durch ein erhitztes Glasrohr leitet und dabei die Entstehung eines Metallspiegels beobachtet. Der Bismutspiegel ist unlöslich in einer Ammoniumpolysulfidlösung.